# Sobha
Sobha – gaun wikas samiti w zachodniej części Nepalu w strefie Rapti w dystrykcie Rukum. Według nepalskiego spisu powszechnego z 2001 roku liczył on 1135 gospodarstw domowych i 5970 mieszkańców (2974 kobiet i 2996 mężczyzn).